# Kim Lý
Kim Lý (sinh ngày 13 tháng 11 năm 1983) là nam diễn viên người Việt Nam. Anh được biết đến qua các phim điện ảnh như: Hương Ga (2014), Vệ sĩ Sài Gòn (2016).

## Thời thơ ấu
Kim Lý sinh ngày 13 tháng 11 năm 1983 tại Thụy Điển. Kim Lý là con một, mẹ anh làm việc ở tổ chức Liên Hợp Quốc, còn cha anh làm trong ngành giáo dục. Kim Lý có thể nói thành thạo 5 thứ tiếng Thụy Điển, Tây Ban Nha, Anh, Pháp và Việt Nam.

## Sự nghiệp
Sinh ra và lớn lên tại Stockholm, Thụy Điển, Kim Lý tốt nghiệp Thạc sĩ Kinh tế tại trường đại học Stockholm năm 2009.
Năm 2011, anh chuyển đến Toronto để theo đuổi ước mơ trở thành một diễn viên và nhà sản xuất. Trong vòng vài tháng, Kim đã được đạo diễn người Mexico Analeine Cal Y Mayor chọn (cùng với Carrie-Anne Moss, Zoë Kravitz và Douglas Smith) trong bộ phim hài lãng mạn đầu tay, Treading Water. Bộ phim đã ra mắt và nhận được nhiều sự hoan nghênh tại LHP Quốc tế Miami.
Cú hích màn ảnh của anh ngay sau đó là lần xuất hiện thứ hai trong bộ phim Antiviral của đạo diễn Brandon Cronenberg (đóng cùng với Malcom McDowell, Caleb Landry Jones và Sarah Gadon). Bộ phim đã được công chiếu lần đầu tiên hạng mục Un Certain tại LHP Cannes. Với thành công đột phá ở Canada, Kim Lý đã nhận được mời của đạo diễn Cường Ngô bộ phim hành động - lãng mạn Hương Ga (2014) với sự tham gia của nữ diễn viên hàng đầu Trương Ngọc Ánh.
Rất nhanh sau đó, Kim Lý trở thành biểu tượng quốc dân, xuất hiện trên trang bìa của các tạp chí danh tiếng như Esquire, Attitude Magazine, Elle Man, Muscle & Fitness, Đẹp, và gần đây nhất là Harpers Bazaar & Heritage Fashion. Anh cũng từng hợp tác cùng nhiều thương hiệu nổi tiếng như Nike, Samsung, Elite Fitness, Budweiser, Nescafé, Oriflame, Vinasoy, Pepsi, Honda... với tư cách là đại sứ thương hiệu và trong nhiều chiến dịch.
Năm 2016, Kim sản xuất và thủ vai trong phim Hành động / Hài Vệ sĩ Sài Gòn chính cùng Thái Hòa. Đây là bộ phim Việt có doanh thu cao thứ 4 trong năm 2016.

## Đời tư
Năm 2017, Hồ Ngọc Hà chính thức hẹn hò với Kim Lý.
Đầu năm 2020, Hồ Ngọc Hà cùng Kim Lý đăng ký kết hôn.
Ngày 4 tháng 11 năm 2020, Hồ Ngọc Hà hạ sinh cặp sinh đôi Elisabeth Ly - Lisa và Leon Ray Ly - Leon.

## Danh sách phim

### Điện ảnh
| Năm  | Tên           | Vai       | Ghi chú |
| ---- | ------------- | --------- | ------- |
| 2014 | Hương Ga      | Tùng Hero |         |
| 2016 | Vệ sĩ Sài Gòn | Trịnh     |         |